# Horisme parcata
Horisme parcata är en fjärilsart som beskrevs av Rudolf Püngeler 1909. Horisme parcata ingår i släktet Horisme och familjen mätare. Inga underarter finns listade i Catalogue of Life.